# Parthenios Vardakas
Parthenios Vardakas (griechisch Παρθένιος Βαρδάκας, bürgerlicher Vorname Periklis Περικλής; * Oktober 1867; † 25. Februar 1933) war ein griechischer Priester. Er war ab 1904 Bischof und von 1924 bis 1933 der erste Metropolit der Metropolie von Kitros, Katerini und Platamon.

## Leben
Periklis Vardakas war aromunischer Herkunft und wurde im Oktober 1867 in Ioannina in der Region Epirus geboren. Er studierte Theologie in seiner Heimatstadt und in Athen und arbeitete anschließend sieben Jahre beim Ökumenischen Patriarchat von Konstantinopel. 1904 wurde er nach Katerini in das Bischofsamt von Kitros entsandt. Dort forcierte er den Bau von Kirchen und Schulen in seiner Diözese; so förderte er zum Beispiel die Gründung einer griechischen Schule in Katerini.
Neben seinem diakonischen und geistlichen Werk unterstützte Parthenios die griechischen Nationalisten während des Makedonienkonflikts 1903–1908 und im Ersten Balkankrieg. So unterstützte er zum Beispiel den Rebellenführer „Kapetan Matapas“ (eigentlich Michail Anagnostakis). Er engagierte sich als treuer Parteigänger des Patriarchats gegen die nationalen Bewegungen anderssprachiger Orthodoxer, besonders rumänischsprachiger. Damit zog er sich den Zorn der Osmanischen Herrscher zu, die forderten, ihn zu versetzen. Außerdem entkam er drei gegen ihn gerichteten Attentaten.
Am 16. Oktober 1912, anlässlich der Eroberung Katerinis durch Griechenland, feierte er die Göttliche Liturgie in der Kathedrale zur Himmelfahrt Christi und gedachte der Opfer der letzten Schlacht in Kolokouri, darunter die Offiziere Dimitrios Svoronos und Dimitrios Nikas. Seine Aufzeichnungen sind eine wertvolle Quelle für die Geschichte von Pieria. Unter ihm wurde Kitros 1924 von der Metropole Thessaloniki unabhängig und selbst zur Metropolie erhoben.
Parthenios starb am 25. Februar 1933 an Herzversagen. Nach ihm wurde die Hauptstraße im Zentrum von Katerini benannt.

## Werke
- Beschreibung von neun Jahren Türkischer Herrschaft in der Umgebung der Diözese Kitros von 1903–1912. (Περιγραφή κυρίως εννέα ετών τουρκοκρατίας της περιφέρειας Επισκοπής Κίτρους από του 1903–1912), Athen 1918.